# Manuel Baptista da Cunha
Manuel Baptista da Cunha (Paradela, Espinhel, Águeda, 16 de abril de 1843 — Vila do Conde, Vila do Conde, 13 de maio de 1913), foi arcebispo de Braga de 3 de Fevereiro 1899 até à data da sua morte, no exílio.

## Biografia
Em 1888 foi bispo auxiliar de Lisboa, com o título de arcebispo de Mitilene.
Em 1903 fez as diligências necessárias para tomara o hábito do Santo Ofício.
A primeira tentativa reformadora do Rito Bracarense foi empreendida por si, a partir de 1904, o qual conseguiu, entre 1906-1909 a aprovação do Kalendarium e dos Ofícios próprios da Arquidiocese. 
O cardeal D. Manuel Gonçalves Cerejeira, em 17 de Dezembro de 1910, é ordenado diácono com a sua bênção e confere-lhe o presbitério.
Por ter sido contra obrigatoriedade da criação de associações cultuais, de acordo com a Lei da Separação do Estado das Igrejas (1911), imposta pela recente implantação da República Portuguesa, opostas à Constituição da Igreja católica e à sua hierarquia, ao tornar os padres inelegíveis para membros das juntas de paróquia e para as direcções, administrações ou gerências das mesmas, viu-se afastado do seu magistério pelo Estado, que o exilou para fora da sua diocese. Por decreto de 12 de Fevereiro de 1912, foi condenando-o à pena de desterro para fora do Distrito de Braga por dois anos. 
Faleceu em Vila do Conde, às 10 horas do dia 13, do ano seguinte, num palacete do comendador Bento de Aguiar, na Rua Bento de Freitas, vitimado por uma congestão cerebral.